# Zona Bananera
Zona Bananera est une municipalité située dans le département de Magdalena en Colombie.